# Défense aérienne syrienne

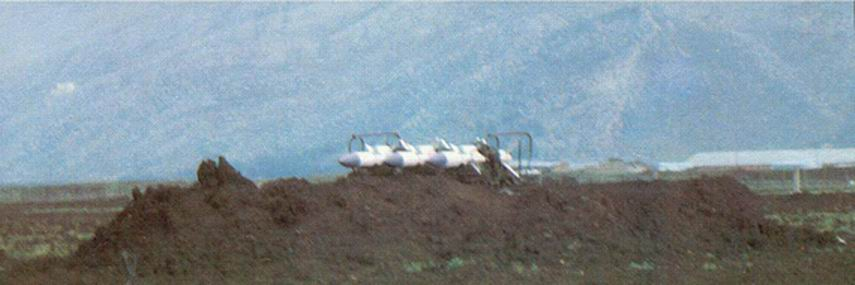
Un SA-6 syrien surplombant la vallée de la Bekaa pendant la première guerre du Liban en 1982.

La défense aérienne syrienne, est l'une des quatre branches des forces armées syriennes. Elle dispose[Quand ?] de 40 000 personnels actifs et de 20 000 réservistes. La défense aérienne syrienne est organisée en 130 batteries et contrôle quatre corps, onze divisions et trente-six brigades de défense aérienne, chacune avec six bataillons de missiles sol-air.
Depuis 2017, elle est sous commandement conjoint russo-syrien.

## Inventaire actuel
| Équipement              | Origine          | En service                               |
| ----------------------- | ---------------- | ---------------------------------------- |
| S-300 PMU-2 Favorit     | Russie           | 24 livrés par la Russie en octobre 2018. |
| 9K317                   | Russie           | Jusqu'à 40                               |
| 9K37M1-2                | Russie           | 20                                       |
| Pantsir S-1             | Russie           | Plus de 40                               |
| 2K22 Tunguska           | Union soviétique | 6                                        |
| 9K35 Strela-10          | Union soviétique | 35                                       |
| 9K31 Strela-1           | Union soviétique | 20                                       |
| 9K33 Osa                | Union soviétique | 50                                       |
| 2K12 Kub                | Union soviétique | Jusqu'à 150                              |
| S-200 Angara/Vega/Dubna | Union soviétique | Jusqu'à 44                               |
| S-125 Pechora           | Union soviétique | 148                                      |
| S-75 Dvina              | Union soviétique | Jusqu'à 300                              |